# Mayra Montero
Mayra Montero est une femme écrivain d'origine cubaine née à La Havane en 1952. Résidant à Porto Rico depuis son enfance, elle se considère comme portoricaine.

## Biographie
Née en 1952 à La Havane, Mayra Montero est la fille de Manuel Montero, fameux acteur et auteur comique cubain qui a fait carrière à Cuba et à Porto Rico, où il s'installe dans les années 1960 avec sa famille alors que Mayra est encore enfant. Manuel, dont le nom de plume était "Membrillo", obtint son plus grand succès en incarnant "Ñico Fernández", un personnage comique d'immigrant cubain à la télévision portoricaine.
Mayra Montero vit depuis lors à Porto Rico, et se considère comme portoricaine, tout en conservant un souvenir mélancolique de Cuba (que l'on retrouve par exemple dans son roman La Havane 1957, publié en 2007, et dont l'action se situe à Cuba avant Castro,. Le Messager se situe également à La Havane mais dans les années 1920,). Elle a étudié le journalisme à Mexico et à Porto Rico. Elle a été pendant de nombreuses années correspondante pour l'Amérique centrale et les Caraïbes. Ce travail de journaliste itinérante alimente ses fictions.
Elle tient une tribune hebdomadaire "Antes que llegue el lunes" (avant que lundi n'arrive) dans le journal El Nuevo Dia.
Elle reçoit le prix Liberature à Francfort en 1999 et le prix Sourire Vertical à Barcelone en 2000, pour son roman Pourpre Profond. Pourpre Profond n'est pas la seule fantaisie érotique qu'elle ait écrite, il y a aussi,notamment, Une nuit avec toi,. La Havane, 1957 (Son de Almendra) est l’un des trois titres nommés par le jury du Prix des Amériques insulaires et de la Guyane, en juin 2008.
Mayra Montero s'est mobilisée au côté d'auteurs et de célébrités latino-américains pour l'indépendance de Porto Rico.

## Œuvre
- La Havane, 1957 (Son de Almendra, Barcelone, 2005), Gallimard, 2007,   (ISBN 978-2-07-077937-6)
- Le capitaine des endormis (El capitán de los dormidos, Barcelone, 2002), Gallimard, 2005,  (ISBN 2-07-073480-3)
- Vana ilusión,  2002
- Pourpre profond (Púrpura profundo, Barcelone, 2000), Mercure de France, 2002,  (ISBN 2-7152-2307-2)
- Le messager (Como un mensajero tuyo, Barcelone, 1998), Gallimard, 2001,  (ISBN 2-07-075470-7)
- Toi, l'obscurité (Tú, la oscuridad, Barcelone, 1995), Gallimard, 1997,  (ISBN 2-07-074410-8)
- Del rojo de su sombra, 1993   (Du rouge de son ombre)
- Une nuit avec toi (La última noche que pasé contigo, Barcelone, 1991), Gallimard, 1993,  (ISBN 2-07-072880-3)
- Le signe de la lune (La trenza de la hermosa Luna, Barcelone, 1987), Phébus Éd., 1993,  (ISBN 2-85940-292-6)
- Veintitrés y una tortuga  (Vingt-trois et une tortue)